# 葉宇澄
葉宇澄（Eugene Yip，1985年10月29日—），香港歌手，早年就讀聖保羅書院小學和聖士提反書院。於EMI卡拉OK大賽勝出而入行，香港商業電台DJ及演唱會樂手，主持雷霆881節目《一家大晒》,《書．情．歌》。

## 唱片專輯
- 《尤金》（EP + DVD）（2005年7月14日）

1. 達文西密碼
2. 潘朵拉的盒子（國）
3. 瑪莉與偉業
4. 瑪莉蓮妒忌東方女生
5. 聖士提反舊生會校園搖滾
6. 舒特拉的名單

- 《How Are You》（CD + DVD）（2006年6月30日）

1. 問候你的天使
2. 達文西密碼
3. 潘朵拉的盒子（國）
4. 玩具兵
5. 祝我永遠失戀
6. 瑪莉與偉業
7. 生命歷奇（獅子山青年商會及東華三院合辦義不容遲2005主題曲）
8. 瑪莉蓮妒忌東方女生
9. 聖士提反舊生會校園搖滾
10. 舒特拉的名單
11. 玩具兵Toy Story Mix
12. Don't Cry My Babe（2005年度在囚人士作曲填詞比賽優勝作品）

- 《尤金》（CD）- 國語（2006年7月25日）

1. 達芬奇密碼
2. 潘朵拉的盒子
3. 缺水的愛情
4. 佳佳或小菲
5. 尤金的祈禱
6. 芳芳
7. 老夫子
8. 佩佩
9. 石頭祭
10. 哈比族

### 個人
- 《尤金》EP + DVD（2005年7月14日）
  - 電台熱播歌曲：潘朵拉的盒子，達文西密碼　／　接力推介：瑪莉與偉業
  - 首批特別版DVD收錄：潘朵拉的盒子MV，達文西密碼MV

- 《How Are You》CD + DVD（2006年6月30日）
  - 電台熱播歌曲：問候你的天使，玩具兵　／　接力推介：祝我永遠失戀
  - 首批特別版DVD收錄：問候你的天使MV，祝我永遠失戀MV，玩具兵MV

- 《尤金》（CD）- 國語（2006年7月25日）
  - 電台熱播歌曲：佳佳或小菲，潘朵拉的盒子　／　接力推介：達芬奇密碼

### 合輯
- 《無名英雄》（2002年12月）
  - 眼紅紅 - 黃震宇／葉宇澄
  - 心急人上 - Selina Chong／葉宇澄
  - 安静 - Chew Chooi Ling／葉宇澄／黃震宇

- 《The Last Touch．Joga Bonito》（2006年6月8日）
  - One Two - 葉宇澄／張繼聰

- 《叱吒新一代》（2007年4月19日）
  - 玩具兵

## 派台歌曲成績
| 派台歌曲成績    | 派台歌曲成績 | 派台歌曲成績 | 派台歌曲成績 | 派台歌曲成績 | 派台歌曲成績 | 派台歌曲成績                     |
| --------------- | ------------ | ------------ | ------------ | ------------ | ------------ | -------------------------------- |
| 唱片            | 歌曲         | 903          | RTHK         | 997          | TVB          | 備註                             |
| 2005            |              |              |              |              |              |                                  |
| 《尤金》        | 潘朵拉的盒子 | 16           | 16           | 7            | -            | 2006年中國歌曲排行榜第42週第49位 |
| 《尤金》        | 達文西密碼   | 9            | 19           | 12           | -            |                                  |
| 《尤金》        | 瑪莉與偉業   | 14           | -            | -            | -            |                                  |
| 《How Are You》 | 玩具兵       | 10           | -            | 6            | 5            | 另派Toy Story Mix及X'mas Mix版本 |
| 2006            |              |              |              |              |              |                                  |
| 《How Are You》 | 問候你的天使 | 13           | -            | 10           | -            |                                  |
| 《How Are You》 | 祝我永遠失戀 | 6            | 11           | 6            | -            |                                  |
| 2007            |              |              |              |              |              |                                  |
| 未出碟          | 怪物的煩惱   | 7            | -            | -            | -            |                                  |
| 未出碟          | 爛片         | -            | -            | -            | -            |                                  |

## 其他歌曲

### 未出碟歌曲
- 2007《怪物的煩惱》
- 2007《爛片》
- 2007《亂世兒女》（與傅佩嘉合唱）

### 其他
- 2005 -《My Road》（演繹作品） - 第十七屆（2005）CASH流行曲創作大賽季軍作品 作曲／填詞：鄧展驊 Rapper：Bobby
- 2005 -《抱抱一個人》（群星合唱） - 抱抱良音2005主題曲
- 2005 -《夏至》 - 香港電台Teen Power盛莊天下Summer Special 2005主題曲
- 2006 -《奧運北京》（群星合唱） - 第二十九屆奧林匹克運動會（2008北京奧運）歌曲
- 2006 -《愛在香港》（群星合唱）
- 2006 -《大笨象》- MOTO 903新樂潮 作曲／編曲／主唱：葉宇澄 填詞：喱民

## 獎項

### 香港
- 2005年新城國語力熱播新聲音
- 2005年新城電台「奪目新星」(《勁爆唱好新人蜂擁巡遊》活動歌手互選產生)
- 2005年新城勁爆新登場男歌手
- 2005年RoadShow至尊潛力新人

### 內地
- 第四屆東南勁爆頒獎禮 - 勁爆最佳新人獎

## 演出

### 音樂錄像
- 2005年《潘朵拉的盒子》
- 2005年《潘朵拉的盒子》（TVB）
- 2005年《達文西密碼》
- 2005年《達文西密碼》（TVB）
- 2005年《瑪莉與偉業》
- 2005年《抱抱一個人》
- 2005年《玩具兵》
- 2005年《玩具兵》（TVB）
- 2006年《問候你的天使》
- 2006年《問候你的天使》（TVB）
- 2006年《祝我永遠失戀》
- 2006年《One Two》
- 2007年《怪物的煩惱》
- 2007年《怪物的煩惱》（TVB）
- 2007年《爛片》

### 電影
- 2006年《半醉人間》客串

### 節目主持
- 2012年《書·情·歌》（商業電台）
- 2013年《一切從音樂開始》（替更主持）（商業電台）
- 2020年《一家大晒》（商業電台）

### 音樂劇
- 2007年《瘋女社》（與李卓庭等人合演）

### 電視劇
- 2007年《森之愛情》第七集《45度的Bunny》飾 Eugene

### 其他
- 2005年《遊戲展的戀人們》Sony Computer Entertainment HK Ltd PSP網劇
- 2006年《十級樓梯》演藝人協會宣傳短片（張達明執導）
- 2006年《歡樂滿屋－向左整。向右整》香港電台及香港房屋協會聯合製作單元劇